# Concours d'infractions
Le concours d'infractions est la réalisation de plusieurs infractions par une personne qui n'a pas encore été définitivement condamnée pour l'une d'elles.

## Application

### En France
Les articles 132-2 et suivants du code pénal traitent des peines applicables en cas de cumul d'infractions.
Le droit français adopte une solution intermédiaire entre un non-cumul des peines strict et un cumul pour des infractions distinctes : l'article 132-4 du code pénal prévoit qu'en cas de concours d'infractions qui font l'objet de procédures distinctes, les peines se cumulent sans dépasser le plafond de la peine maximale.

## Notions voisines

### Conflit de qualifications
Le conflit de qualifications apparait lorsqu'un acte est susceptible de relever de plusieurs infractions.
Le conflit de qualifications se distingue du concours d'infractions, en ce que, dans le premier cas, il n'y a qu'un seul acte qui correspond à plusieurs infractions, tandis que dans le second cas, il y a une pluralité d'infractions, distinctes dans le temps.

### Non-cumul des peines
Dans certains pays tels que la France, les condamnés n'effectuent que la peine la plus importante. On parle de « non cumul des peines de même nature ».
En revanche, dans d'autres pays tels que les États-Unis, les peines liées à chaque infraction se cumulent.

### Récidive
La récidive consiste à réitérer dans la commission d'infractions, après avoir fait l'objet d'une condamnation définitive.
La récidive ne peut pas être assimilée à un concours d'infraction.